# Батыршин, Сирин Ханифович
Сирин Ханифович Батыршин (14 декабря 1896, дер. Каракашлы Самарской губернии — 23 ноября 1969) — татарский поэт.

## Биография
Родился в семье Мухамметханифа Батыршина. Для своего времени Сирин (это литературный псевдоним поэта) получил очень хорошее образование: вначале обучался у сельского священнослужителя, потом был принят в Байракинское медресе, одно из самых больших, прославленных татарских учебных заведений того периода. Учёба в известном своими традициями медресе оказала благотворное влияние: у Сирина появилось желание творить; свои первые стихи Сирин читал на тайных студенческих вечерах.
Окончив медресе в 1915 году, начал учительствовать в Каракашлинской школе, затем — в Асеево, Азнакаево. Одновременно активно занимался общественными делами, организовывал вечера для молодёжи.
С 1918 года учился на трёхгодичных курсах учителей и воспитателей. Одновременно работал в одной из комиссий татаро-башкирской секции молодых коммунистов: участвовал в организации театра, способствовал открытию библиотек в Альметьевске, Азнакаево, Сипеево, читал свои стихи, наполненные революционной романтикой. Фатих Махиянов, учившийся на курсах одновременно с Сирином, позже вспоминал: «Сирин уже тогда среди нас считался известным поэтом».
В 1923 поступил на татарский рабфак в Казани, после его окончания — на историко-филологический факультет восточного отделения педагогического института.
Конец 1920-х — начало 1930-х годов — период расцвета творчества Сирина, когда он прославился как автор сильных, трибунных произведений. Становятся популярными песни на его слова, публикуются сборники стихов, он получает признание как один из самых талантливых молодых поэтов. Неизданная поэма «Ана» посвящена насильственной коллективизации. Её герой, молодой коммунист, видя страдания своих близких, односельчан, матери, бросает партбилет. Горечью пронизаны его последние слова: «Эх, Совет, почему это так?».
Сирин Батыршин арестован 23 августа 1935 г. в составе «группы литературных работников» (Айдаров Асгат, Ризванов Габдулла, Кулеев Ибрагим и арестованные чуть позже Хакимов Исмагил и Якубов Ахмет). В предварительных материалах оперативного характера они обвинялись в ведении антисоветской пропаганды, сочинении и распространении антисоветских и порнографических произведений. Осуждён Особым совещанием НКВД СССР 31 января 1936 г. по ст. 58-10 УК РСФСР ч.1, 58-11. Приговорён к 5 годам лишения свободы. Реабилитирован 13 июня 1957 года. Освобождён перед началом войны.
Участник Великой Отечественной войны, был неоднократно ранен.
В послевоенные годы писал редко, в жанре басни.
Умер после долгой и продолжительной болезни; похоронен на Бавлинском кладбище.

## Память
В 1986, в годовщину 90-летия, по инициативе администрации района на могиле поэта установлена плита с барельефом Сирина.